# Bundesautobahn 252
Bundesautobahn 252 (em português: Auto-estrada Federal 252) ou A 252, é uma auto-estrada na Alemanha.
A Bundesautobahn 252 tem 1,5 km de comprimento.

## Estados
Estados percorridos por esta auto-estrada:
- faltaestado